# فون
فون یا فُن حرف اضافه‌ای است که هرگاه به‌عنوان بخشی از نام خانوادگی به کار رود، می‌تواند نظیر "de" در زبان‌های فرانسوی و اسپانیایی بیانگر عضویت در طبقهٔ اشراف باشد. در زمان‌ها و مکان‌های مشخصی، استفاده از فون قبل از نام خانوادگی، برای کسی که عضو طبقهٔ اشراف نبود، ممنوع بود. بااین‌حال، در قرون وسطی، حرف اضافهٔ «فون» همچنان یکی از بخش‌های متداول نام‌ها بود و به‌صورت گسترده‌ای توسط اشخاص عادی استفاده می‌شد؛ مثلاً «هانس فون دویسبورگ» به‌معنی هانس از [شهرِ] دویسبورگ بود.